# جایزه ادبی بیتی ترسک
جایزه ادبی بیتی ترسک (انگلیسی: Betty Trask Award) جایزه‌ای ادبی است که به رمان‌نویسان زیر ۳۵ سالی که ساکن اتحادیه کشورهای همسود (چه در گذشته یا حال) اهدا می‌شود. پاداش این جایزه که هر ساله توسط انجمن نویسندگان بریتانیا اهدا می‌شود، مبلغی برابر با ۲۰٬۰۰۰ پوند است. این جایزه که به نام میراث دار آن نام‌گذاری شده است، به صورت سنتی به نویسندگان رمان‌های عاشقانه، رمان‌های که چه منتشر شده باشند یا نشده باشند تعلق می‌گیرد.

## فهرست برندگان
- از سال ۲۰۰۹ به بعد جایزه اصلی (عنوان برنده) تنها به یک نویسنده تعلق گرفته‌است، اما پاداش جایزه به چند نویسنده اهدا می‌شود.

| سال  | نویسنده        | کتاب                   | جایزه                 |
| ---- | -------------- | ---------------------- | --------------------- |
| ۲۰۰۹ | سامانتا هاروی  | The Wilderness         | £۱۲٬۰۰۰ (هنوان برنده) |
| ۲۰۱۰ | نظیفه محمد     | Black Mamba Boy        | £۱۰٬۰۰۰ (عنوان برنده) |
| ۲۰۱۱ | انجایل جوزف    | Sarswati Park          | £۱۰٬۰۰۰ (عنوان برنده) |
| ۲۰۱۲ | دیوید وایت‌هاوس | Bed                    | £۸٬۰۰۰ (عنوان برنده)  |
| ۲۰۱۳ | گریس مک‌کلین    | The Land of Decoration | £۸٬۰۰۰ (عنوان برنده)  |
| ۲۰۱۴ | ناتان فبلر     | The Shock of The Fall  | £۱۰٬۰۰۰ (عنوان برنده) |